# Grzybowo (województwo pomorskie)
Grzybowo (dodatkowa nazwa w j. kaszub. Grzëbòwò) – wieś kaszubska na Pojezierzu Kaszubskim w Polsce położona w województwie pomorskim, w powiecie kościerskim, w gminie Kościerzyna na północnych obrzeżach Wdzydzkiego Parku Krajobrazowego nad rzeką Trzebiochą. Wieś jest siedzibą sołectwa w którego skład wchodzi również miejscowość Grzybowski Młyn. 30.06.2014 sołectwo zamieszkiwało 231 osób i obejmowało obszar 1213,22 ha.
W latach 1975–1998 miejscowość administracyjnie należała do województwa gdańskiego.

## Nazwy źródłowe miejscowości
kaszb. Grzibòwò, niem. Grzibau